# Ванда Лучицька
Ванда Лучицька або Лучицька-Меллер, Меллер (пол. Wanda Łuczycka, Wanda Łuczycka-Meller, Wanda Meller; нар. 2 липня 1907 — пом. 3 липня 1996) — польська акторка театру, кіно, радіо і телебачення.

## Біографія
Ванда Лучицька народилася 2 липня 1907 року в Юзефуві Люблінському. Дебютувала у театрі в 1932 році в Торуні. Акторка театрів у Лодзі, Варшаві та Любліні. Виступала у виставах «театру телебачення» у 1954—1984 роках.
Померла 3 липня 1996 року у місті Констанцин-Єзьорна. Похована на цвинтарі «Військове Повонзки» у Варшаві.

## Вибрана фільмографія
- 1938 —  Сигнали / Sygnały
- 1946 — У селянські руки / W chłopskie ręce
- 1953 —  Важка любов / Trudna miłość
- 1953 —  Целюлоза / Celuloza
- 1954 —  Кар'єра / Kariera
- 1957 — Скарб капітана Мартенса / Skarb kapitana Martensa
- 1958 —  Дезертир / Dezerter
- 1960 — Чоловік своєї дружини / Mąż swojej żony
- 1961 —  Сьогодні вночі загине місто / Dziś w nocy umrze miasto
- 1962 — Дотик ночі / Dotknięcie nocy
- 1962 — Голос з того світу / Głos z tamtego świata
- 1962 — Завтра прем'єра / Jutro premiera
- 1962 — Сім'я Мілцареков / Rodzina Milcarków
- 1964 — Барбара і Ян / Barbara i Jan  (тільки в 4-й серії)
- 1965 — Нелюбимая / Niekochana
- 1966 — Пекло і небо / Piekło i niebo
- 1966 —  Домашня війна / Wojna domowa  (тільки в 8-й серії)
- 1971 — Неспокійний постоялець / Kłopotliwy gość
- 1972 — Примхи Лазаря / Kaprysy Łazarza
- 1972 —  Скляна куля / Szklana kula
- 1973 —  Дорога / Droga  (тільки в 1-ї серії)
- 1974 —  Підвищення / Awans
- 1974 — Найважливіший день життя / Najważniejszy dzień życia
- 1975 —  Директора / Dyrektorzy
- 1975 — Ночі і дні / Noce i dnie
- 1977 — Солдати свободи
- 1979 — Мрій уві сні / Śnić we śnie
- 1986 —  Попередження / Zmiennicy  (тільки в 10-й серії)

## Визнання
- 1973 — Нагорода «Комітету у справи радіо і телебачення» 1-го ступеня за радіо й телевізійну творчість.
- 1977 — Командорський хрест Ордена Відродження Польщі.
- 1983 — Нагорода Міністра культури і мистецтва ПНР.